# Rafael Eitan (militaire)
Pour les articles homonymes, voir Rafael Eitan.
 (janvier 2017).
Rafael Eitan (en hébreu : רפאל איתן), né le 11 janvier 1929 et mort le 23 novembre 2004, est un général et un chef d'État-major de l'armée israélienne puis un homme politique et un parlementaire à la Knesset. Il était surnommé « Rafoul » par ses partisans.
Eitan nait en 1929 à Afoula, en Palestine sous mandat britannique et grandit dans le moshav Tel Adashim, où il reste une grande partie de sa vie.

## Carrière militaire

### Premières batailles
Eitan, en tant que jeune officier dans l'unité d'élite Palmah, prend part à la guerre pour la création de l'État d'Israël. Il combat à Jérusalem et est blessé à la tête en prenant le monastère Saint Simon en avril 1948. Par la suite, il rejoint le 10e bataillon d'infanterie dans la région du Néguev.
En 1954, le capitaine Eytan devient commandant d'une troupe de parachutistes de l'unité 101. Il est blessé en 1955 au cours d'un raid militaire en Syrie (Opération Kinereth). En 1956, il commande une compagnie de parachutistes au cours de la crise du canal de Suez et participe à l'attaque du 29 octobre sur le passage de Mitla.
En juin 1967, il est colonel et commande une brigade de parachutistes sur le front de la Bande de Gaza et il est de nouveau blessé à la tête à l'approche du canal de Suez.
En 1969, il dirige l'infanterie puis devient commandant d'une division. Il participe ainsi à l'arrêt de l'offensive de l'armée syrienne dans les hauteurs du Golan pendant la guerre du Kippour en octobre 1973. Il détruit lui-même au bazooka des tanks syriens à l'attaque. Eytan devient major-général et commandant de la région nord.

### En tant que chef d'État-major
Ezer Weizman le nomme en 1978 chef d'État-major de l'Armée de défense d'Israël. Eytan commence par des mesures pour accroître la discipline et l'efficacité de l'armée de défense israélienne. Il réduit notamment la taille des troupes.
Il doit ensuite réaliser le redéploiement de l'armée hors du Sinaï à la suite de sa rétrocession à l'Égypte contre la paix de 1979. En avril 1982, il participe avec Ariel Sharon à la destruction de la ville israélienne de Yamit dans le Sinaï.
Il est connu, dans cette fonction de chef d'État-major, pour son projet d'intégration dans l'armée, des jeunes de milieu défavorisé afin de les former à des métiers dans le but de leur donner une chance d'ascension sociale. Tsahal aidera aussi ces jeunes à terminer leurs études secondaires.
Eytan approuve l'attaque aérienne d'Israël contre le site d'Osirak, suspecté d'être un site de développement pour des armes nucléaires irakiennes.

### Pendant la guerre du Liban
Le 3 juin 1982, le groupe Abou Nidal tente d'assassiner l'ambassadeur israélien à Londres, Shlomo Argov, et le blesse grièvement. L'Armée de défense d'Israël y répond en bombardant des camps de réfugiés palestiniens au Liban.